# 6번가

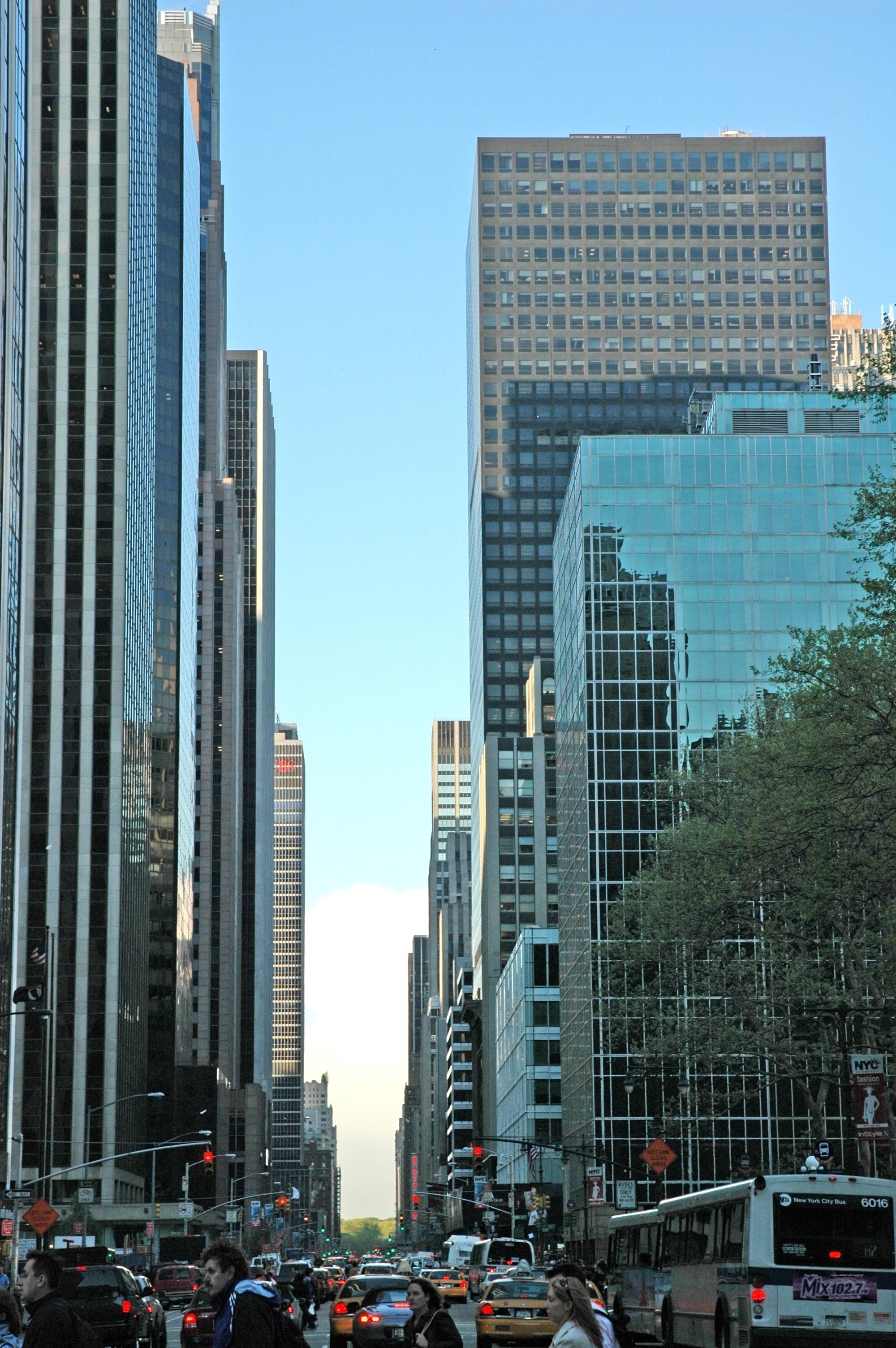
40번가에서 센트럴 파크를 본 모습. 6번가에는 국제 양식 빌딩 '마천루 골목'이 있다.

6번가(영어: Sixth Avenue)는 미국 뉴욕주 뉴욕 맨해튼의 거리이다. 애비뉴 오브 더 아메리카스(Avenue of the Americas)라고도 한다.